# Випадкова адреса
«Випадко́ва адре́са» (рос. «Случайный адрес») — український радянський художній фільм 1973 року режисера Ігоря Вєтрова, виробництва кіностудії ім. Довженка. Прем'єра відбулася 6 серпня 1973 року.

## Сюжет
Фільм розповідає про життя підлітків та ті принадливі «спокуси», які можуть зіпсувати їм життя. Романтично налаштований Женька, головний герой, потрапляє у компанію хуліганів, якими керує злочинець. Тільки завдяки пильності міліції групу знешкоджують, а Женьку — рятують від неминучих бід.

## Актори
- Валерій Провоторов — Славка Гунько
- Ігор Шкурин — Женька Мишута
- Петро Глєбов — Іван Купріянович, бригадир (озвучив актор Павло Морозенко)
- Всеволод Сафонов — Павло Миколайович Тимаков, підполковник
- Костянтин Степанков — Чіряєв, тренер
- Анатолій Переверзєв — Гліб
- Олександр Мілютін — Костя
- Володимир Петров — Аскольд Шагайда
- Стефан Мострянський — Василь
- Леонід Просяніченко — Степан
- Людмила Єфименко — Люба Волошко
- Сергій Іванов — стажер
- Йосип Найдук — оперативник
- Олена Амінова — Лялька
- В'ячеслав Прокопенко — Петрусь
- Юра Соловей — Кутя
- Сергій Грандо — Живчик
- Борис Болдиревський — епізод
- А. Василенко — епізод
- Володимир Гончаров — батько Женьки
- Валентин Грудинін — директор заводу
- А. Киряков — епізод
- Катерина Крупєннікова — мати Женьки
- Микола Маруфов — покупець дачі
- Петро Морозов — епізод
- Костянтин Москаленко — епізод
- Віктор Панченко — робітник
- Лев Перфілов — лікар
- В. Рибніков — епізод
- Олег Шаршаков — хлопчик на бочці
- Оленка Бородич — дівчинка на бочці
- Сергій Баденщиков — друг Славка
- Наталя Наум — мати Стасика
- Галина Нехаєвська — дівчина на концерті
- Сергій Свєчников — епізод

## Знімальна група
- Режисер-постановник: Ігор Вєтров
- Сценарист: Олександр Власов
- Оператор-постановник: Олександр Пищиков
- Художник-постановник: Петро Максименко
- Композитор: Євген Зубцов
- Текст пісень В. Суслова
- Звукооператор: Ростислав Максимцов
- Режисер: Ю. Фокін
- Оператори: М. Сергієнко, Костянтин Лавров
- Редактор: Юрій Пархоменко
- Монтажер: Наталія Пищикова
- Художник по костюмах: А. Мартинова
- Грим В. Шикина
- Асистенти: режисера — В. Комісаренко, В. Хацкевич; оператора — Олег Маслов-Лисичкін, А. Рязанцев; художника — Олександр Шеремет
- Комбіновані зйомки: оператор — Микола Іллюшин, художник — Віктор Демінський
- Директор картини: Григорій Чужий